# Permanganato de potássio (uso médico)

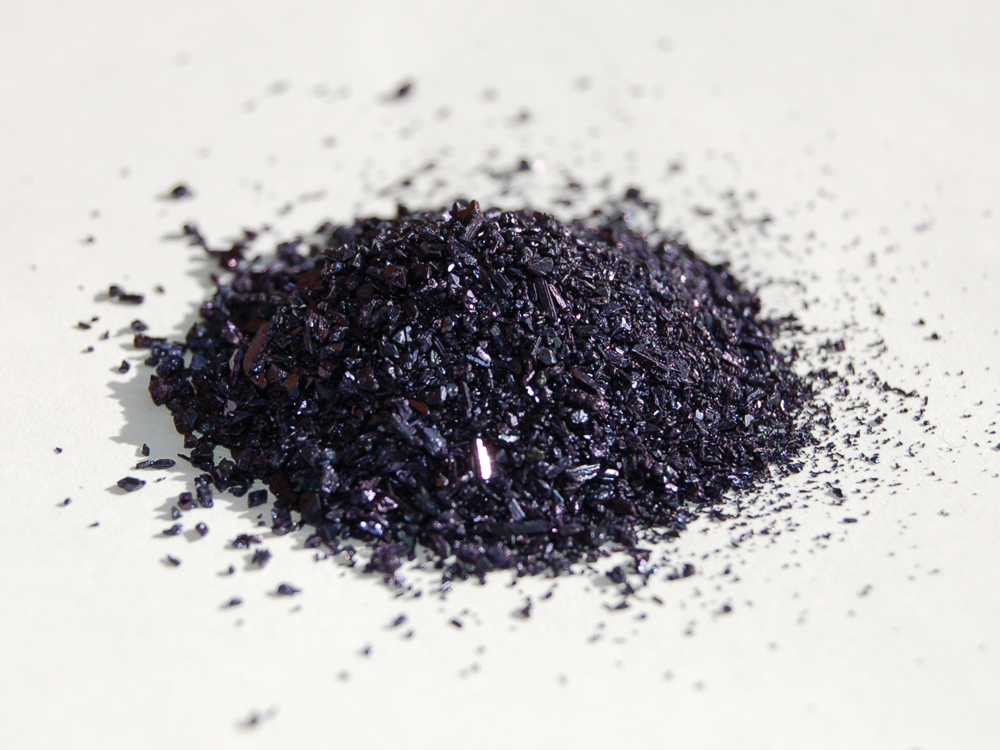
Amostra de permanganato de potássio

Permanganato de potássio, como um medicamento, é usado para uma série de condições de pele. Isto inclui infecções fúngicas no pé, impetigo, pênfigo, feridas superficiais, dermatites e úlceras tropicais. Para úlceras tropicais é utilizado em conjunto com procaína benzilpenicilina. Normalmente é utilizado em condições de pele que produzem muito líquido. Pode ser aplicado como um pano ensopado ou numa banheira.
Efeitos secundários podem incluir a irritação da pele e descoloração de roupas. Se ele é tomado por via oral, a toxicidade e a morte podem ocorrer. Permanganato de potássio é um agente oxidante. O British National Formulary recomenda que cada 100 mg deva ser dissolvido em um litro de água antes de ser usado.
Permanganato de potássio foi feito pela primeira vez em 1600 e tornou-se comum para uso médico pelo menos tão cedo quanto 1800. Faz parte da Lista de Medicamentos Essenciais da Organização Mundial de Saúde, uma lista dos mais eficazes e seguros medicamentos que são necessários em um sistema de saúde. O custo no mundo em desenvolvimento é de cerca de 0,01 USD por grama. No Reino Unido, este montante custa ao SNS cerca de $ 1.33.